# Bernd Borth
Bernd Borth (ur. 25 lipca 1948 w Freyburgu) – niemiecki lekkoatleta, sprinter. W czasie swojej kariery reprezentował Niemiecką Republikę Demokratyczną.
Odpadł w półfinale biegu na 100 metrów na igrzyskach olimpijskich w 1972 w Monachium, a w sztafecie 4 × 100 metrów w składzie: Manfred Kokot, Borth, Hans-Jürgen Bombach i Siegfried Schenke zajął w finale 5. miejsce.
Był mistrzem NRD w biegu na 100 metrów w 1972 i brązowym medalistą na tym dystansie w 1971. W biegu na 200 metrów był wicemistrzem NRD w 1971 i 1972.